# Episodi di Medical Center (quarta stagione)
La quarta stagione della serie televisiva Medical Center è stata trasmessa in anteprima negli Stati Uniti d'America dalla CBS tra il 13 settembre 1972 e il 28 febbraio 1973.
| nº | Titolo originale      | Titolo italiano | Prima TV USA      | Prima TV Italia |
| -- | --------------------- | --------------- | ----------------- | --------------- |
| 1  | Vision of Doom        |                 | 13 settembre 1972 |                 |
| 2  | Cycle of Peril        |                 | 20 settembre 1972 |                 |
| 3  | Condemned             |                 | 27 settembre 1972 |                 |
| 4  | Wall of Silence       |                 | 4 ottobre 1972    |                 |
| 5  | The Torn Man          |                 | 11 ottobre 1972   |                 |
| 6  | Betrayed              |                 | 18 ottobre 1972   |                 |
| 7  | Doctor and Mr. Harper |                 | 1º novembre 1972  |                 |
| 8  | The Fallen            |                 | 1º novembre 1972  |                 |
| 9  | Tio Taco, MD          |                 | 8 novembre 1972   |                 |
| 10 | The Outcast           |                 | 15 novembre 1972  |                 |
| 11 | No Sanctuary          |                 | 22 novembre 1972  |                 |
| 12 | Gladiator             |                 | 29 novembre 1972  |                 |
| 13 | No Way Out            |                 | 6 dicembre 1972   |                 |
| 14 | A Game for One Player |                 | 13 dicembre 1972  |                 |
| 15 | Pressure Point        |                 | 20 dicembre 1972  |                 |
| 16 | Question of Guilt     |                 | 3 gennaio 1973    |                 |
| 17 | Judgment              |                 | 10 gennaio 1973   |                 |
| 18 | End of the Line       |                 | 17 gennaio 1973   |                 |
| 19 | Between 2 Fires       |                 | 24 gennaio 1973   |                 |
| 20 | Night Cry             |                 | 31 gennaio 1973   |                 |
| 21 | No Margin for Error   |                 | 7 febbraio 1973   |                 |
| 22 | Impact                |                 | 14 febbraio 1973  |                 |
| 23 | Fatal Memory          |                 | 21 febbraio 1973  |                 |
| 24 | The Vortex            |                 | 28 febbraio 1973  |                 |